# Salzgebäck

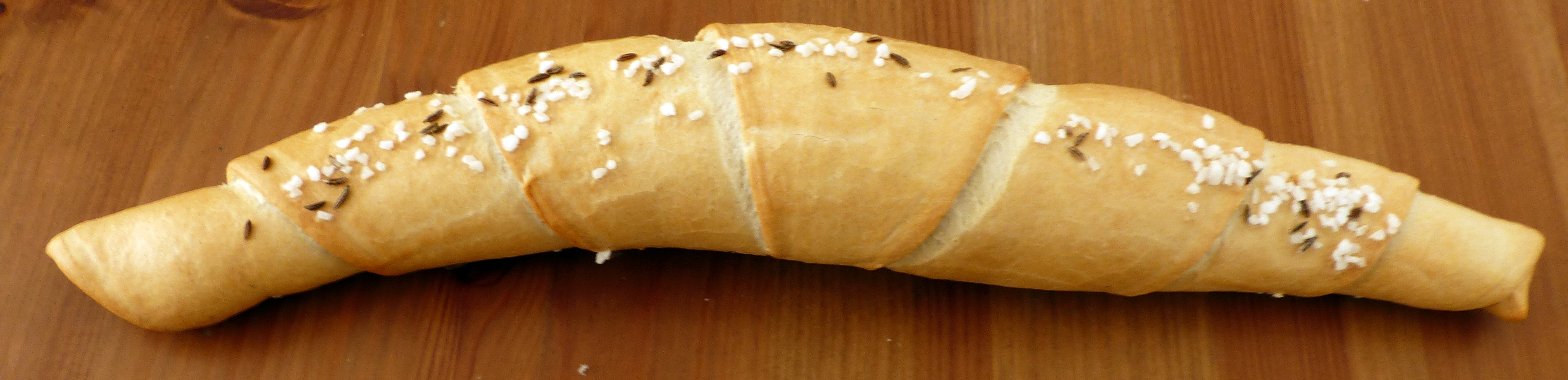
Bekanntes Salzgebäck: die Salzstange

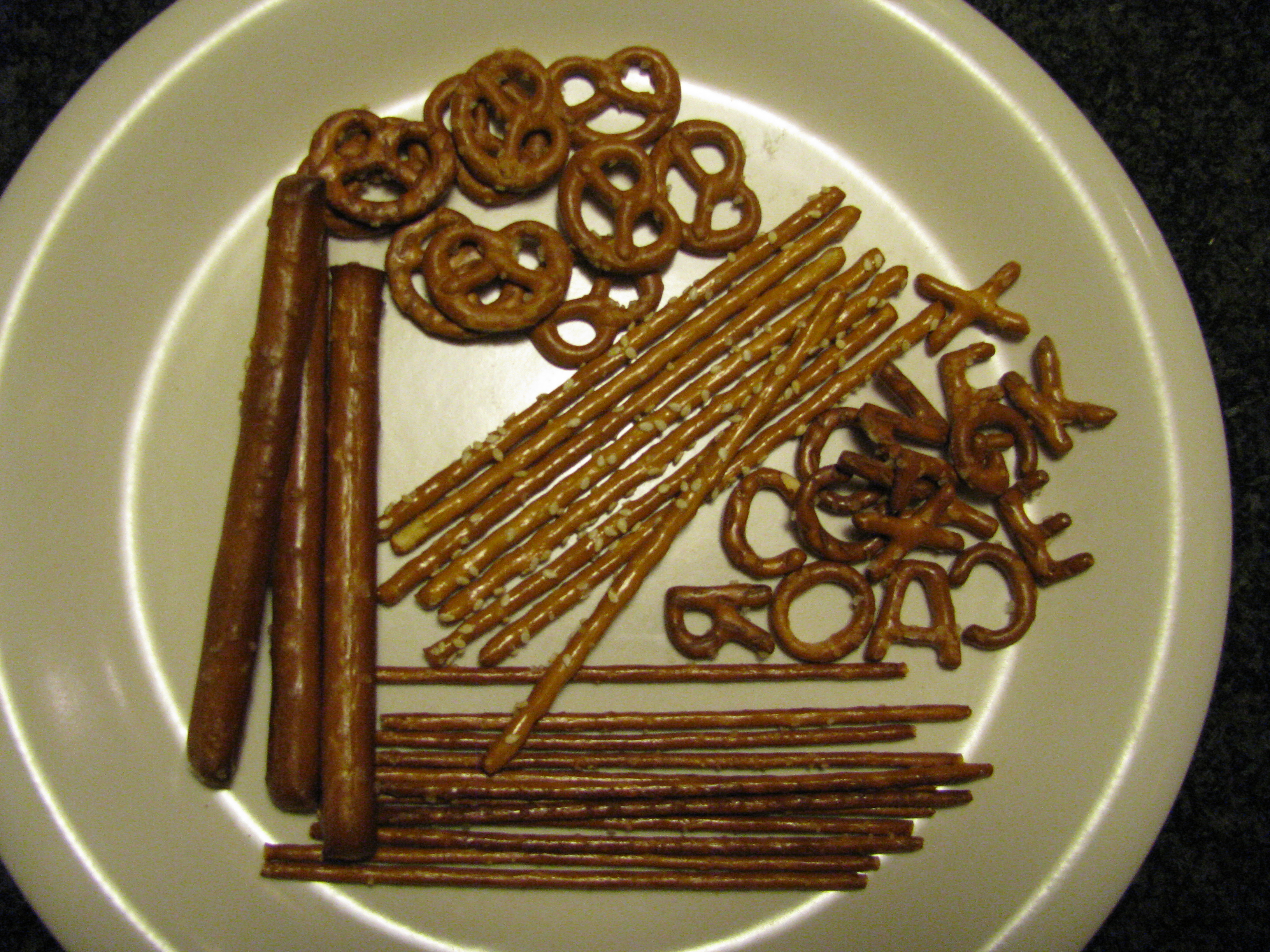

Salzgebäck ist eine Sammelbezeichnung für Kleingebäck, das oberseitig mit Kochsalz und zum Teil auch mit Kümmel eingestreut ist, zum Beispiel Salzstangerl oder Laugenstangen aus Weißbrotteig oder Kümmelstangen. Des Weiteren wird Salzgebäck auch aus Blätterteig hergestellt. Kräcker bilden eine eigene Gruppe innerhalb des Salzgebäcks, darüber hinaus zählen auch dünne Salzbrezel oder Salzstangen, die ausschließlich industriell hergestellt werden, dazu.